# Haiyang 2A
Haiyang 2A (chinesisch 海洋二號A星 / 海洋二号A星, Pinyin Hǎiyáng Èrhào A Xīng) ist ein chinesischer Erdbeobachtungssatellit. Er wurde am 15. August 2011 um 22:57 UTC mit einer Langer-Marsch-4B-Trägerrakete vom Startkomplex 1 des Kosmodroms Taiyuan in der Provinz Shanxi in eine etwa 1000 km hohe sonnensynchrone Umlaufbahn gebracht.
Er war der erste einer Flotte von vier Satelliten der Staatlichen Ozeanverwaltung, die sowohl die dynamische ozeanische Umwelt als auch Windgeschwindigkeiten, Wellenhöhen und die Wassertemperatur beobachten. Zunächst unterstützte Haiyang 2A den am 11. April 2007 gestarteten Meeresbeobachtungssatelliten Haiyang 1B, der bis Februar 2017 in Betrieb war. Haiyang 2B, C, und D wurden 2018, 2020 und 2021 gestartet.
Die Entwicklung der Satelliten durch die Hangtian Dong Fang Hong Satelliten GmbH, einer Tochtergesellschaft der Chinesischen Akademie für Weltraumtechnologie (CAST) begann im Januar 2007. Ihre Mission ist in zwei Abschnitte eingeteilt. In den ersten beiden Jahren wird die Bahn einen 14-Tage-Zyklus haben. Im darauf folgenden Jahr soll eine geodätischen Umlaufbahn mit einem 168-Tage-Zyklus und einem 5-Tage-Unterzyklus eingenommen werden. Die Satelliten sind für die Messungen mit folgenden Mikrowellen-Instrumenten ausgerüstet: mir zwei im Ku- und C-Band arbeitenden Radarhöhenmessern, einem abbildenden Mehrkanal-Mikrowellen-Radiometer (microwave brightness temperature) und einem im Ku-Band arbeitenden Radar-Scatterometer. Zusätzlich führt der Satellit mit dem DORIS-Instrument (Determination Orbite Radiopositionnement Integres Satellite) ein französisches Positionsmessgerät, GPS-Sensoren und einen Laserreflektor mit. Das Radiometer besitzt eine Schwadbreite von 1600 km und kann Windgeschwindigkeiten im Bereich von 7 bis 50 m/s und einer Genauigkeit von 2 m/s und Meeresoberflächentemperaturen auf 1 °C genau ermitteln. Die mit einer 1,4-m-Antenne ausgerüsteten Radarhöhenmesser mit 20 Watt Sendeleistung können Wellenhöhen auf dem Ozean in einem Bereich von 0,5 bis 20 m und einer Auflösung von 16 km messen. Das Scatterometer besitzt eine Schwadbreite von 1400 km, eine Sendeleistung von 110 Watt, eine 1,0-m-Antenne und kann mit einer Auflösung von 25 km Windgeschwindigkeiten zwischen 2 und 24 m/s auf 2 m/s und die Windrichtung auf 20° genau messen. Die gesammelten Daten werden im X-Band zur Bodenstation übertragen, während die Steuerung des Satelliten über einen im S-Band liegenden Kommunikationskanal erfolgt.
Am 10. Juni 2020 um 05:26 Uhr UTC wurde der Satellit für Wartungsarbeiten abgeschaltet, im Dezember 2021 wurde der Betrieb dann endgültig eingestellt.